# François Affolter
François Affolter (Bienne, 13 marzo 1991) è un ex calciatore svizzero, di ruolo difensore.

## Carriera
Il 25 gennaio 2012 viene annunciato il suo prestito fino al 31 dicembre dello stesso anno al club tedesco del Werder Brema. Ritorna allo Young Boys dove però non trova spazio, ragione per cui approda al Lucerna a partire dal 1º gennaio 2014, firmando un contratto fino al 30 giugno 2018.